# Discontinuïteit
Een functie is discontinu in een punt indien de functie daar niet continu is. Intuïtief betekent dit dat de functie daar niet in één vloeiende lijn kan worden getekend: er is bijvoorbeeld een gat of een sprong.

## Classificatie
Naargelang de aard van de discontinuïteit kan deze als volgt worden ingedeeld.

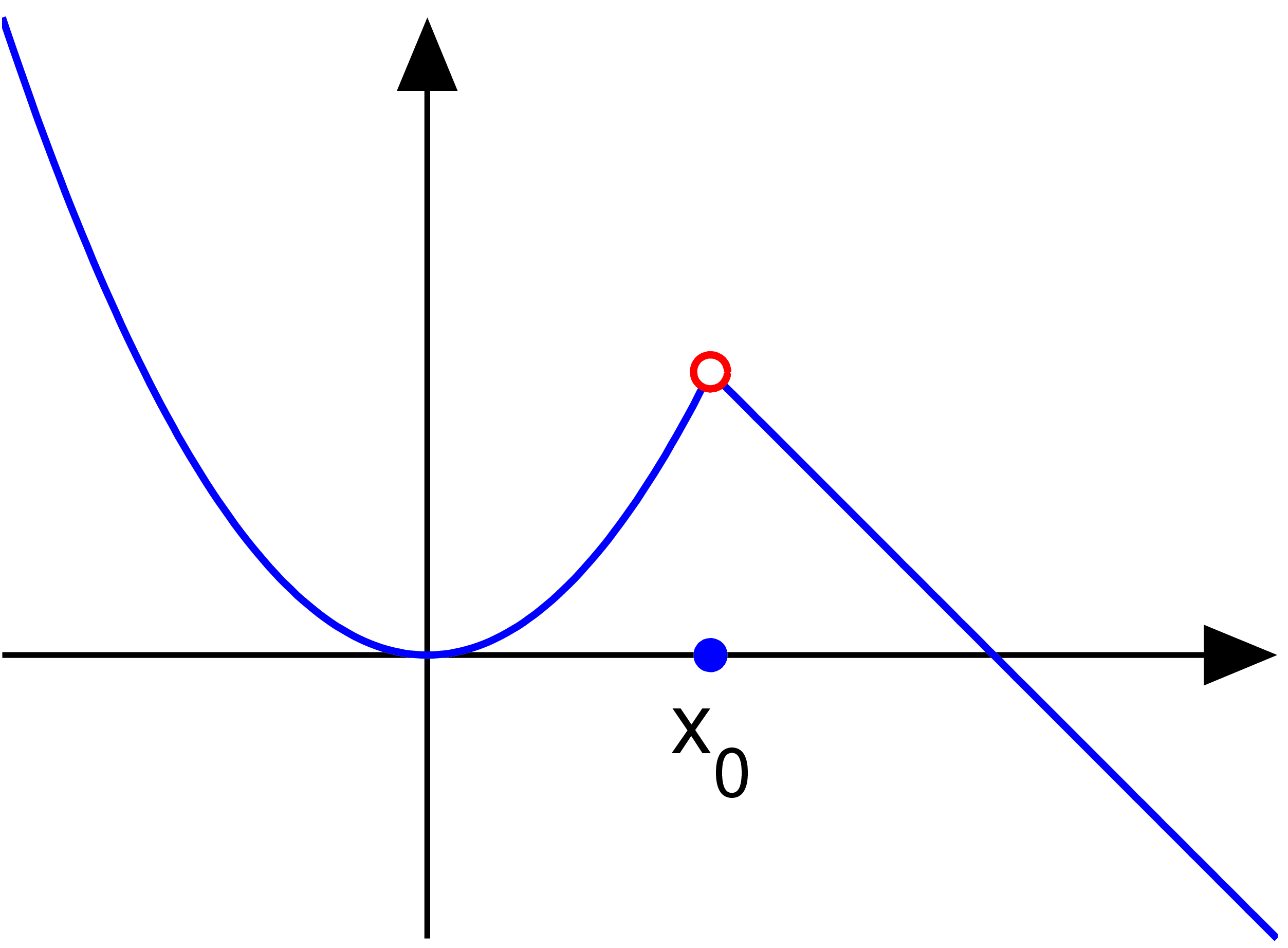
Ophefbare discontinuïteit

### Ophefbare discontinuïteit

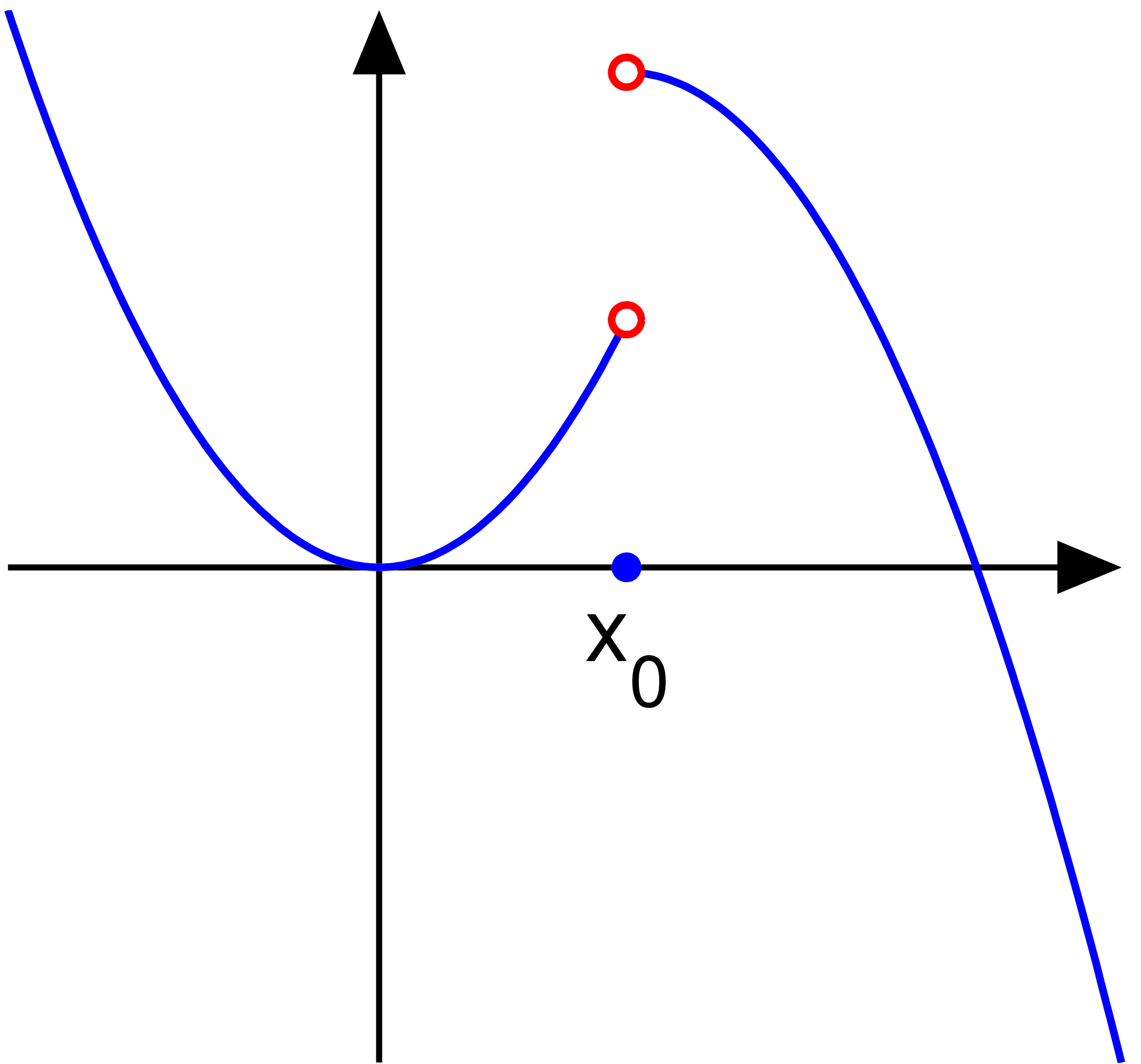
Sprong-discontinuïteit

Bij een ophefbare discontinuïteit is de functie niet gedefinieerd in een punt, maar de linkerlimiet is er gelijk aan de rechterlimiet. De functie kan continu worden gemaakt door de functiewaarde in het betreffende punt gelijk te stellen aan de limietwaarde ervan.
Voorbeeld
{\displaystyle f(x)=\left\{{\begin{matrix}x^{2}&{\mbox{ als }}x<1\\2-x&{\mbox{ als }}x>1\end{matrix}}\right.}
De discontinuïteit in {\displaystyle x=1} kan worden opgeheven door {\displaystyle f(1)=1} te stellen.

### Sprong-discontinuïteit
Bij een sprong-discontinuïteit bestaan linker- en rechterlimiet, maar zijn deze verschillend.
Voorbeeld
{\displaystyle f(x)=\left\{{\begin{matrix}x^{2}&{\mbox{ als }}x<1\\2-(x-1)^{2}&{\mbox{ als }}x>1\end{matrix}}\right.}
Nu is er in {\displaystyle x=1} sprake van een sprong-discontinuïteit, deze kan worden opgeheven door in een van de vergelijkingen de 'groter dan' of 'kleiner dan' te veranderen in 'groter dan of gelijk aan' of 'kleiner dan of gelijk aan'.
In de financiële wereld wordt een sprong-discontinuïteit in bijvoorbeeld de grafiek van koerswaarden een 'harde knip' genoemd.

Essentiële discontinuïteit

### Essentiële discontinuïteit
Bij een essentiële discontinuïteit bestaat de linker- of de rechterlimiet niet of bestaan ze geen van beide, zijn oneindig.
Voorbeeld
{\displaystyle f(x)=\left\{{\begin{matrix}\sin {\frac {5}{x-1}}&{\mbox{ als }}x<1\\&\\{\frac {0.1}{x-1}}&{\mbox{ als }}x>1\end{matrix}}\right.}
In {\displaystyle x=1} is er nu een essentiële discontinuïteit: de linkerlimiet bestaat niet en de rechterlimiet is oneindig. Merk op dat een van beide volstond om te kunnen spreken van een essentiële discontinuïteit.

## Discontinu op een interval
De meeste functies zijn discontinu in bepaalde punten, zoals in de voorbeelden hierboven, maar sommige functies zijn over een heel interval discontinu.
Een bekend voorbeeld is de dirichletfunctie. Deze functie is in elk element van zijn domein {\displaystyle \mathbb {R} } discontinu, omdat er tussen twee rationale getallen steeds een irrationaal getal ligt en omgekeerd:
{\displaystyle f(x)={\begin{cases}1&{\mbox{ als }}x\in \mathbb {Q} \\0&{\mbox{ als }}x\not \in \mathbb {Q} \end{cases}}}

## Voorbeelden
- Heaviside-functie
- Entier
- Tangens